# Kościół św. Katarzyny Aleksandryjskiej w Nawrze
Kościół świętej Katarzyny Aleksandryjskiej w Nawrze – rzymskokatolicki kościół parafialny należący do parafii pod tym samym wezwaniem (dekanat Unisław diecezji toruńskiej).
Jest to świątynia gotycka wzniesiona w XIV wieku z kamienia polnego, po zniszczeniach z okresu wojen szwedzkich została odbudowana i przebudowana po 1661 roku dzięki staraniom Jana Kruszyńskiego. W następnych latach została dobudowana barokowa wieża zwieńczona dachem hełmowym. Oryginalnie świątynia nosiła wezwanie św. Mateusza, natomiast w okresie wojen szwedzkich nową patronką została wybrana św. Katarzyna Aleksandryjska. Świątynia została gruntownie odrestaurowana w latach 1778-86 dzięki staraniom Konstantego Kruszyńskiego. Część wyposażenia w stylu barokowym pochodzi z XVII i XVIII wieku, epitafium Kruszyńskich powstało w 1815 roku, ambona została wykonana w połowie XVIII wieku. W rokokowym ołtarzu głównym jest umieszczony obraz Matki Boskiej z Dzieciątkiem przywieziony w połowie XVII wieku przez Bernarda Kruszyńskiego z niewoli rosyjskiej podczas rządów króla Jana Kazimierza.